# Rhamdia enfurnada
Rhamdia enfurnada är en fiskart som beskrevs av Bichuette och Trajano 2005. Rhamdia enfurnada ingår i släktet Rhamdia och familjen Heptapteridae. Inga underarter finns listade i Catalogue of Life.